# Kanton Sainte-Geneviève-sur-Argence
Der Kanton Sainte-Geneviève-sur-Argence war bis 2015 ein französischer Wahlkreis im Département Aveyron und in der Region Midi-Pyrénées. Er umfasste sieben Gemeinden im Arrondissement Rodez; sein Hauptort (frz.: chef-lieu) war Sainte-Geneviève-sur-Argence. Die landesweiten Änderungen in der Zusammensetzung der Kantone brachten im März 2015 seine Auflösung.
Der Kanton Sainte-Geneviève-sur-Argence war 194,15 km2 groß und hatte 2039 Einwohner (Stand 2012).

## Gemeinden
| Gemeinde                     | Einwohner (Stand: 2022) | Code postal | Code Insee |
| ---------------------------- | ----------------------- | ----------- | ---------- |
| Alpuech                      | 64                      | 12210       | 12005      |
| Cantoin                      | 312                     | 12420       | 12051      |
| Graissac                     | 211                     | 12420       | 12112      |
| Lacalm                       | 185                     | 12210       | 12117      |
| Sainte-Geneviève-sur-Argence | 1597                    | 12420       | 12223      |
| La Terrisse                  | 152                     | 12210       | 12279      |
| Vitrac-en-Viadène            | 116                     | 12420       | 12304      |